# Tjänstefel
Tjänstefel är ett brott enligt svensk rätt (20 kap. 1 § brottsbalken), som innebär ett åsidosättande, av oaktsamhet eller uppsåt, vid myndighetsutövande, av vad som gäller för uppgiften. Tjänstefel kan begås av anställda inom det offentliga och inom det privata, så länge som det är myndighetsutövning som personen uträttar. En privat anställd på till exempel bilbesiktningen kan alltså begå tjänstefel. Åtal och fällande dom leder till böter eller fängelse i upp till två år, men vid grovt tjänstefel kan fängelse i upp till sex år utdömas.
En äldre brottstyp med samma benämning förekom i Sverige före författningsreformen och arbetsrättsreformerna på 1970-talet. För tjänstefel fordrades då inte att felet innebar myndighetsutövning.